# Jardín botánico El Hornico
El Jardín Botánico del Hornico es un jardín botánico de 32 hectáreas de extensión, ubicado en un enclave junto al pantano de La Bolera dentro del parque natural de las Sierras de Cazorla, Segura y las Villas (Jaén), en el término de Pozo Alcón.

## Localización
Sus instalaciones se encuentran situadas a 10 km de Pozo Alcón, y constan de una antigua casa forestal rehabilitada situada junto al Jardín Botánico y un Centro de Formación de nueva construcción ubicado junto al Pantano de la Bolera.37°47′3.31″N 2°54′5.07″O / 37.7842528, -2.9014083

## Historia
Fue inaugurado en 1996, y forma parte de la estructura global de la conservación de la flora y vegetación de la Consejería de Medio Ambiente de Andalucía, integrada a su vez por los Servicios de Conservación, la Red de Viveros, y el Banco de Germoplasma Vegetal Andaluz, en colaboración con instituciones científicas, docentes y otros organismos gubernamentales y no gubernamentales que comparten los mismos objetivos.

## Colecciones
Representa a la flora y la vegetación de los distintos pisos bioclimáticos de las Sierras de Cazorla, Segura y Las Villas.  
Entre sus especies son de destacar, Sideritis stachydioides, Centaurea mariana, Crupina crupinastrum, Spartium junceum, Convolvulus lanuginosus, Salvia lavandulifolia subsp. vellerea, Erinacea anthyllis, Hormatophylla spinosa, Phlomis lychnitis

## Equipamientos
- Senderos interpretativos,
- Aula taller para actividades ambientales,
- Área de recepción,
- Aparcamientos,